# Лущанув-Другий
Лущанув-Другий (пол. Łuszczanów Drugi) — село в Польщі, у гміні Пацина Ґостинінського повіту Мазовецького воєводства.
Населення — 32 особи (2011).
У 1975-1998 роках село належало до Плоцького воєводства.

## Демографія
Демографічна структура станом на 31 березня 2011 року:
|          | Загалом | Допрацездатний вік | Працездатний вік | Постпрацездатний вік |
| -------- | ------- | ------------------ | ---------------- | -------------------- |
| Чоловіки | 12      | 0                  | 10               | 2                    |
| Жінки    | 20      | 3                  | 10               | 7                    |
| Разом    | 32      | 3                  | 20               | 9                    |